# Abswurmbachita
La abswurmbachita es un mineral de la clase de los nesosilicatos. Fue descubierta en 1990 en la isla Andros, del archipiélago de las Cícladas (Grecia), siendo nombrada así en honor de Irmgard Abs-Wurmbach, mineralogista alemán. Un sinónimo es su clave: IMA1990-007.

## Características químicas
Es un oxi-silicato anihidro de cobre y manganeso. La estructura molecular es de nesosilicato con aniones en coordinación 6.
Forma una serie de solución sólida con la braunita (Mn2+(Mn3+)6SiO12), en la que la sustitución gradual del cobre por manganeso va dando los distintos minerales de la serie.
Además de los elementos de su fórmula, suele llevar como impurezas: titanio, aluminio, hierro, magnesio y calcio.

## Formación y yacimientos
Aparece en rocas cuarcitas ricas en aluminio y manganeso, de metamorfismo de muy bajo grado y alta presión.
Suele encontrarse asociado a otros minerales como: cuarzo, shattuckita, tenorita, sursassita, piemontita, ardennita, rutilo, hollandita o clinocloro.